# Krmelín
Krmelín är en ort i Tjeckien.   Den ligger i distriktet Okres Frýdek-Místek och regionen Mähren-Schlesien, i den östra delen av landet, 280 km öster om huvudstaden Prag. Krmelín ligger 261 meter över havet och antalet invånare är 1 853.
Terrängen runt Krmelín är huvudsakligen platt, men söderut är den kuperad. Runt Krmelín är det tätbefolkat, med 659 invånare per kvadratkilometer. Närmaste större samhälle är Ostrava, 12,2 km norr om Krmelín. Trakten runt Krmelín består till största delen av jordbruksmark.